# Argentina Open 2019
Argentina Open 2019 — тенісний турнір, що проходив на ґрунтових кортах у місті Буенос-Айрес, Аргентина з 11 лютого. Належав до категорії ATP Tour 250.

## Фінальна частина

### Одиночний розряд
Марко Чеккінато —  Дієго Шварцман 6–1, 6–2

### Парний розряд
Максімо Гонсалес /  Орасіо Себальйос —  Дієго Шварцман /  Домінік Тім 6–1, 6–1